# Hoyos del Collado
Hoyos del Collado es un municipio de España perteneciente a la provincia de Ávila, en la comunidad autónoma de Castilla y León. Forma parte del partido judicial de Piedrahíta. En 2017 tenía una población de 36 habitantes.

## Geografía
Ubicación
La localidad está situada a una altitud de 1474 m sobre el nivel del mar.
| Noroeste: San Juan de Gredos | Norte: San Martín de la Vega del Alberche | Noreste: Hoyos del Espino |
| Oeste: San Juan de Gredos    |                                           | Este: Hoyos del Espino    |
| Suroeste: San Juan de Gredos | Sur: Hoyos del Espino                     | Sureste: Hoyos del Espino |

## Demografía
Hoyos del Collado cuenta con una población de 30 habitantes (INE 2024).
| Gráfica de evolución demográfica de Hoyos del Collado entre 1842 y 2021                                               |
| |
| Población de derecho según los censos de población del INE. Población de hecho según los censos de población del INE. |

## Medios de comunicación
En verano de 2013 comenzó a emitir en la localidad la emisora Radio Gredos en pruebas en el 106.6 FM, con cobertura en la propia localidad y en Hoyos del Espino. Sus emisiones finalizaron en diciembre de 2018.